# Сайид Мохаммад Бакир Дорчехи
Сайид Мохаммад Бакир Дорчеи (1848 — 1923) - шиитский юрист и принцип.

## Введение
Сейид Мохаммад Бакер Дoрачеи был одним из шиитских факихов XIX и XX веков и преподавателем в Исфаханской духовной семинарии. Он учился в Наджафе под руководством Мирзы Ширази и Мирзы Хабибуллы Рашти, а также в Исфахане у Мохаммада Багера Хвансари. Среди его учеников можно отметить Сейеда Абульхасана Исфахани и Сейеда Хусейна Буроджерди.
Сейид Мохаммад Багер Дoрачеи родился в 1848 году в деревне Дараче, расположенной в Ленджан Исфахана. Его родословная восходит к Имаму Мусе Казиму (а). Его отец, Мортеза, и братья, Мохаммад Хусейн и Мохаммад Махди, также были учеными религии. Махди был выпускником Наджафа и известным преподавателем фикха и усул в Исфахане. Его предок, Мохаммад Мирлухи Сабзевари, был великим ученым Исфахана в эпоху Сефевидов и современником Мохаммада Таги Маджлиси. Сейед Мохаммад Багер Дарачеи скончался в 1923 году в Дoраче. Его тело было перевезено из Дoрачи в Исфахан и похоронено на кладбище Тахт Фуллад.

## Известные ученики
Некоторые из самых известных учеников Аятоллы Дoрачеи включают:.
- Сейид Абульхасан Исфахани
- Сейид Хусейн Буроджерди
- Мирза Хасан Джабери Ансари
- Мирза Али Ага Ширази
- Мохаммад Хасан Ага Наджафи Гучани
- Сейид Джамаладдин Голпайгани
- Сейид Хасан Мадрес
- Рахим Арбаб